# Typhlocyba aptera
Typhlocyba aptera är en insektsart som beskrevs av Irena Dworakowska 1978. Typhlocyba aptera ingår i släktet Typhlocyba och familjen dvärgstritar. Inga underarter finns listade i Catalogue of Life.